# Miltiades
Miltiades (sau Miltiade, în greacă veche Μιλτιάδης; n. 540 - d. 489 î.Hr.) a fost un strateg atenian, celebru mai ales prin faptul că a fost artizanul victoriei grecilor în Bătălia de la Maraton.
Este cunoscut și sub numele Miltiades cel Tânăr, fiind nepotul lui Miltiades cel Bătrân⁠(d); tatăl celui din urmă, Cypselos, era cel care întemeiase colonia ateniană Chersonesul tracic pe timpul lui Pisistrate⁠(d).
După ce în anul 524 î.Hr. a ajuns la demnitatea de arhonte al Atenei, mai târziu (în 518 î.Hr.) a fost însărcinat cu administrarea coloniei Chersones, de către tiranul Atenei Hippias⁠(d), fiul lui Pisistrate. În această calitate, a trebuit să se supună dominației Imperiului Persan și să-l însoțească pe Darius I în timpul celebrei sale expediții din anul 514 î.Hr. împotriva sciților de la nord de Dunăre. Miltiades a fost lăsat la comanda trupelor care păzeau podul de vase construit peste Dunăre (trupe alcătuite mai ales din grecii trimiși de orașele-state din Ionia, supuse perșilor). Văzând că Darius, cu grosul armatei persane, nu s-a înapoiat la data stabilită anterior, Miltiades a vrut să distrugă podul și să-l lase pe Darius pe seama sciților, dar ionienii au refuzat să-l asculte.
În 499 î.Hr., profitând de revolta coloniilor grecești din Ionia împotriva Imperiului Persan, Miltiades a cucerit insulele Lemnos și Imbros. Nu a reușit însă să mențină aceste poziții în fața imenselor armate trimise de Darius I pentru a înăbuși rapid această revoltă. A trebuit să fugă la Atena, scăpând în ultimul moment de blocada flotei persane (492 î.Hr.). Atenienii l-au acuzat de tiranie, dar în final a fost achitat.
Devenind un lider al partidului oligarhic din Atena, având și sprijinul lui Aristide cel Drept, el a fost ales printre cei zece strategi ai Atenei, având o influență determinantă asupra celorlalți nouă colegi.
În anul 490 î.Hr. atenienii au înfruntat puternicele forțe persane trimise de Darius I pentru a pedepsi polis-urile grecești care sprijiniseră revolta eșuată a ionienilor din 499 - 493 î.Hr. și pentru a a supune întrega Grecie. Întreaga flotă persană (în jur de 600 de corăbii) ancorase în golful de la Maraton - la circa 42 km de Atena. Miltiades reușise să influențeze forul suprem de conducere atenian (Adunarea poporului) să accepte lupta în câmp deschis, în locul apărării în spatele zidurilor cetății. Cu autoritatea pe care i-o conferea experiența sa militară și cunoștințele sale despre componența armatei persane, el l-a convins pe polemarhul Callimachus (comandantul suprem al armatei ateniene) să declanșeze imediat atacul. Armata persană, care se considera avantajată prin superioritatea sa numerică, nu s-a alarmat de apariția atenienilor și a continuat activitățile de debarcare de pe flota care staționa în golful Maraton. Profitând de faptul că o parte dintre perși erau ocupați cu descărcarea proviziilor de pe corăbii și cu acțiuni de recunoaștere în zonă, Miltiades a declanșat atacul într-un mod oarecum atipic pentru acele vremuri: în loc să înainteze lent, pentru a ține strânsă formația de luptă (falanga), hopliții atenieni și aliații lor din Plateea au atacat în pas alergător infanteria persană, care era cel puțin de două ori mai numeroasă. Efectuând o manevră clasică de dublă învăluire, rândurile compacte ale hopliților greu înarmați au zdrobit și risipit masa lipsită de coeziune a arcașilor și călăreților persani.
Armata persană fusese înfrântă, dar flota lor rămăsese aproape intactă. Deoarece încă persista  pericolul unei debarcări persane la Atena, Miltiades și ceilalți nouă strategi ai Atenei (comandantul suprem, polemarhul Callimachos, căzuse în luptă) au hotărât readucerea armatei la Atena. A fost un marș forțat dificil, având în vedere terenul accidentat și oboseala hopliților după luptă; totuși trupele au ajuns în timp util pentru a preîntâmpina o încercare de debarcare a perșilor la Faleron (lângă Atena). Această regrupare în mare viteză a atenienilor înspre cetatea lor a făcut ca perșii să renunțe la ideea unei noi debarcări; văzând coasta Atticei așa de bine apărată, comandanții persani Datis și Artafernes n-au mai insistat și s-au reîntors în Asia Mică.
Chiar dacă pentru Imperiul Persan această primă invazie a Greciei continentale poate a fost considerată ca fiind pe jumătate reușită (peste zece ani perșii au efectuat o nouă invazie în Grecia), pentru greci însă, bătălia de la Maraton a rămas în amintire ca o victorie cu urmări capitale. Temuta armată persană (care păruse până atunci de neînvins) a fost, pentru prima oară, zdrobită în câmp deschis de către hopliți. La Maraton, a fost salvată nu numai independența unui popor, ci o întreagă civilizație. Atenienii s-au salvat pe ei înșiși și au salvat, în același timp, Grecia.
În anul următor (489 î.Hr.), Miltiades, după ce a obținut bani sub formă de împrumuturi de la cetățenii atenieni, a întreprins pe cont propriu o expediție împotriva insulei Paros, pentru a-i pedepsi pe locuitorii acesteia care acordaseră ajutor perșilor. Expediția s-a soldat însă cu un eșec. Adversarii politici ai lui Miltiades au profitat de acest fapt și au cerut condamnarea la moarte a acestuia. În cele din urmă, cel care salvase Atena la Maraton a fost condamnat la închisoare, acolo unde a și murit în același an.